# Christoph Saurbier
Christoph Saurbier es un deportista alemán que compitió en vela en la clase Soling. Ganó una medalla de plata en el Campeonato Mundial de Soling de 2003.

## Palmarés internacional
| Campeonato Mundial | Campeonato Mundial     | Campeonato Mundial | Campeonato Mundial |
| Año                | Lugar                  | Medalla            | Clase              |
| ------------------ | ---------------------- | ------------------ | ------------------ |
| 2003               | Balatonfüred (Hungría) | Medalla de plata   | Soling             |